# كينزو سوزوكي
كينزو سوزوكي (باليابانية: 鈴木健想) هو مصارع محترف ياباني، ولد في 25 يوليو 1974 في هيكينان في اليابان.

## وصلات خارجية
- كينزو سوزوكي على موقع CageMatch worker (الإنجليزية)
- كينزو سوزوكي على موقع عالم المصارعة على الإنترنت (الإنجليزية)
- كينزو سوزوكي على موقع عالم المصارعة على الإنترنت (الإنجليزية)

- كينزو سوزوكي على موقع IMDb (الإنجليزية)
- كينزو سوزوكي على موقع قاعدة بيانات الفيلم (الإنجليزية)
- كينزو سوزوكي على موقع كينوبويسك (الروسية)